# Вон Джефферіс
Вон Джефферіс (англ. Vaughn Jefferis, 20 травня 1961) — новозеландський вершник.
Бронзовий призер Олімпійських Ігор 1996 року в командному триборстві, учасник 2000 року.
Переможець Всесвітніх ігор з кінного спорту 1994 року в індивідуальному триборстві, 1998 року в командному триборстві.